# 布農族文化館
布農族文化館，正式名稱海端鄉布農族文化館（英語：Bunun Cultural Museum of Haiduan Township），位於臺灣臺東縣海端鄉海端村（布農族山平部落），臺灣地方社區型的博物館，以展示布農族文化為主題，2002年2月2日開館。

## 沿革
布農族為臺灣原住民族之一，經濟活動以狩獵遊耕為主，故族群分布的面積十分寬闊、但人口密度卻相對偏低，布農族同時也是台灣所有的原住民族群之中，海拔分布最高的族群。根據日治時期（1935年間）台北帝國大學土學人類學調查資料，海端鄉的布農族被歸類為「is bu-bukun（郡社群）」，和南投縣信義鄉、台東縣延平鄉和高雄市桃源區、那瑪夏區的布農族屬於同一社群的分支。
海端鄉的布農族文化館設於海端鄉海端村（山平部落），自1996年開始籌備，2002年館舍落成，該館址鄰近海端鄉公所等行政中心，最初名稱為布農族文化館，並於2月2日正式開館營運。布農族文化館的興建，讓海端鄉成為台灣最初擁有地方館的原住民鄉鎮之一，冀望該館能帶動社區參與，成為文化建設的發展指標。2016年，館方為了增強以及促進文化館和海端鄉的連結，更名為「海端鄉布農族文化館」，沿用迄今。

## 展場
布農族文化館的展場有三層樓，一樓櫃台附設南橫東段的遊客服務中心、二樓為特展區，每一年固定舉辦四場特展、三樓則為常態展區兼視聽教室，傳統服飾、編織物、狩獵刀、陶器、木頭蒸桶、藤編飯盒具等展示之外，亦有文獻典藏的研究部門，場館無障礙空間規劃亦十分完善。
館舍戶外則擺置以布農婦女、獵人為題的木雕塑像，以及歷代口耳相傳神話故事的浮雕或海報等等，兼具歷史傳承和教育推廣的功能。戶外廣場幅員遼闊，能結合地方需求，提供舉辦農產品販售、藝文展演或舉辦布農族傳統祭祀活動所需的空間。

## 開放時間
展館免費進場參觀，開放時間為星期二至星期日，星期一固定休館，參觀時段為上午9點至下午4點半，中午不休息。

## 交通方式
抵達布農族文化館可採自行開車或搭乘大眾交通運輸的方式：開車者行台九線接台二十線進入海端鄉。大眾交通運輸可搭採搭乘火車和客運的方式，台鐵海端車站僅有區間車行駛靠站，班次不多，一般多乘至關山車站或池上車站下車，再轉乘鼎東客運至海端客運站，步行五分鐘即可抵達布農族文化館。

## 圖輯

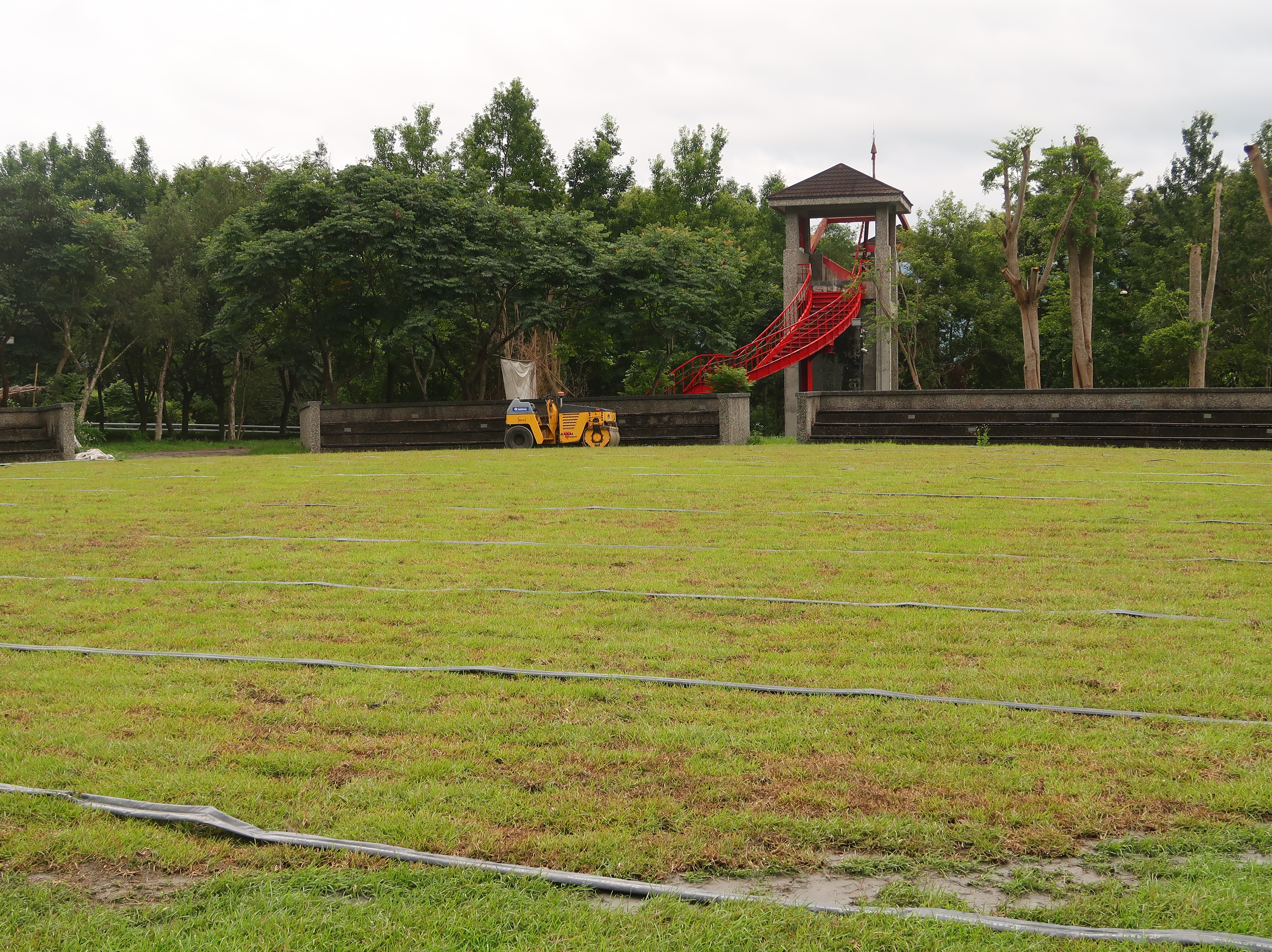
戶外展演場
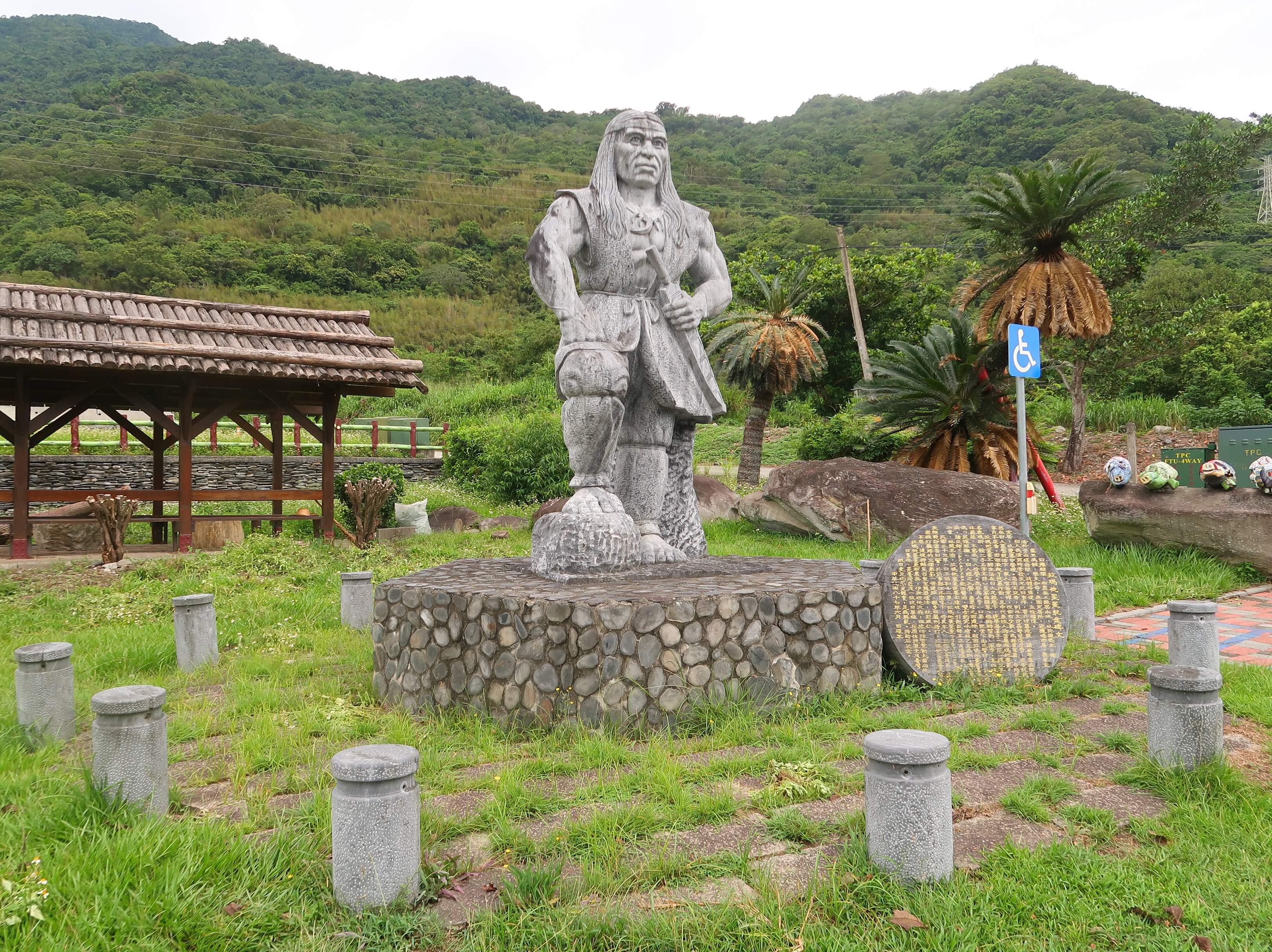
拉馬達·星星雕像
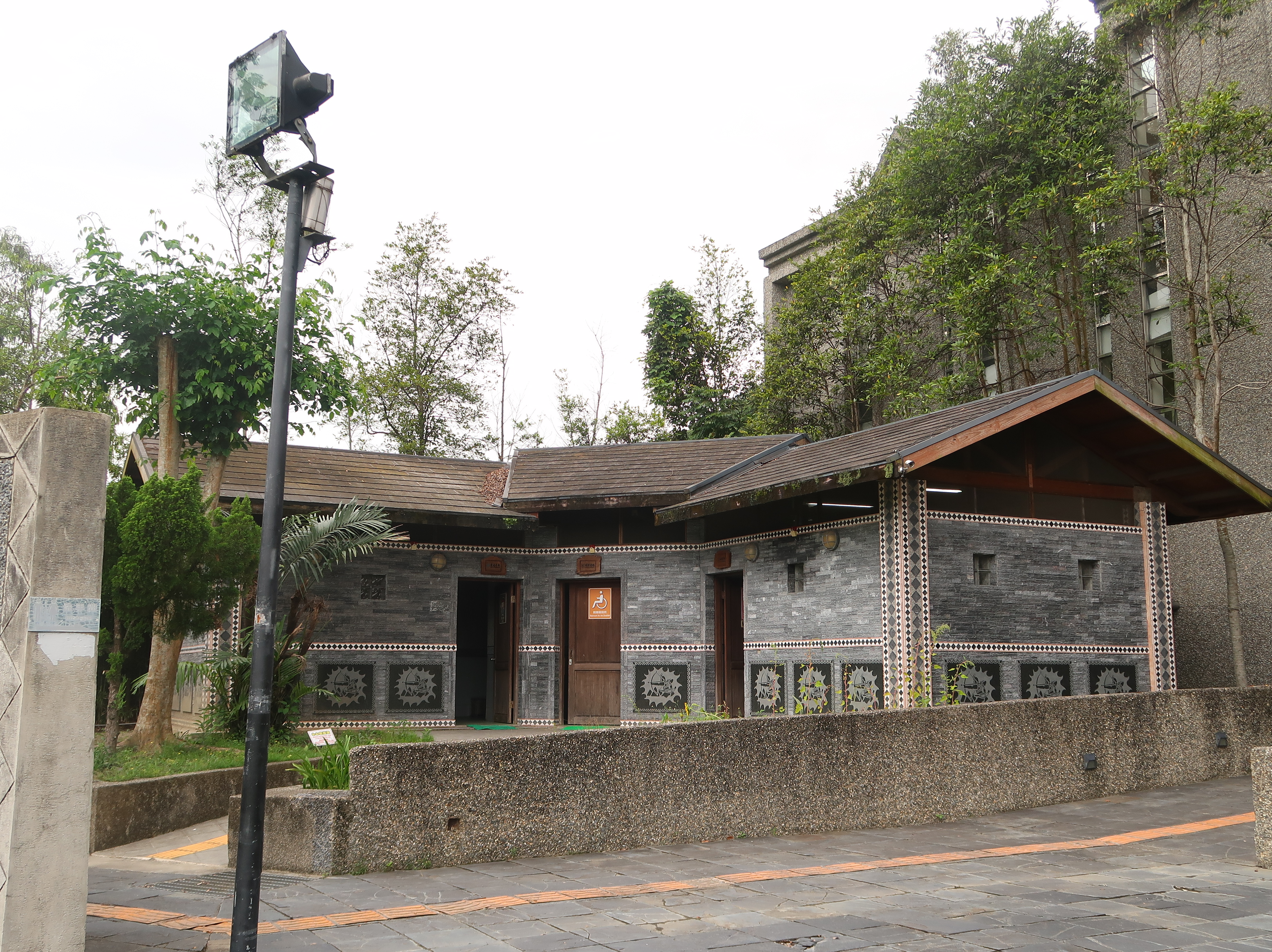
公共廁所
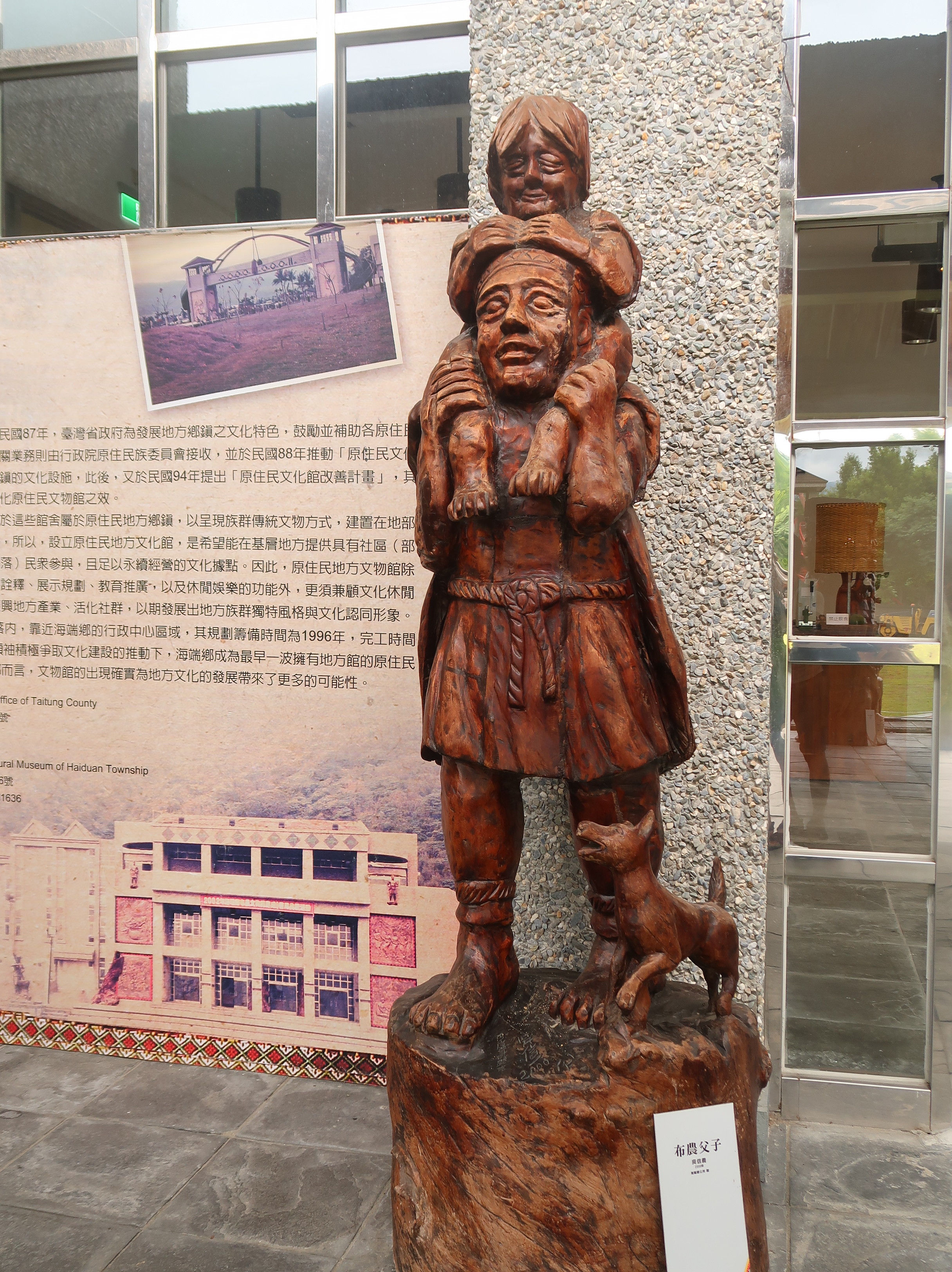
木雕展示作品
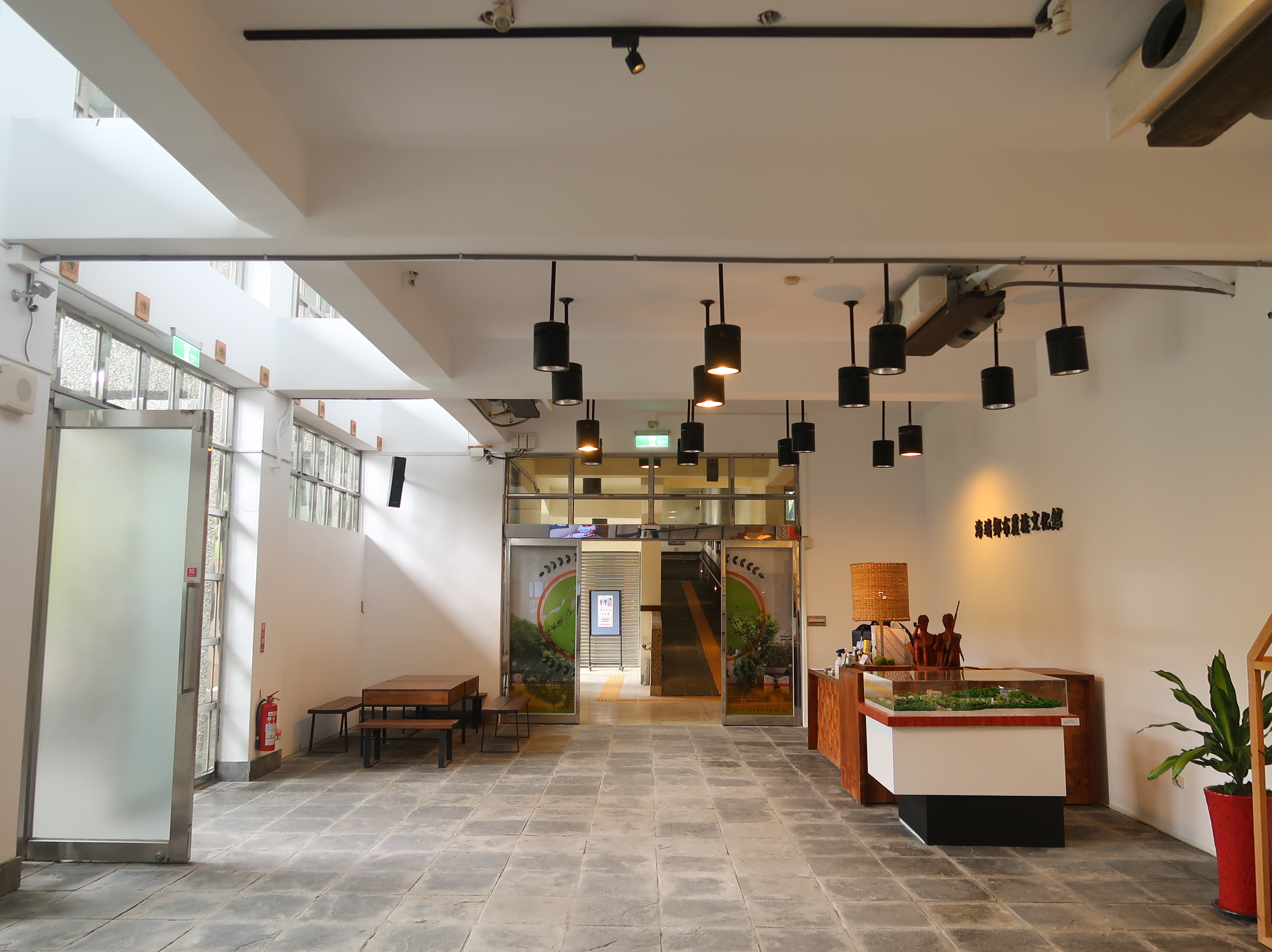
櫃台入口

## 外部連結
- 布農族文化館的Facebook專頁
- 海端鄉布農族文化館 （页面存档备份，存于）

23°05′53″N 121°10′32″E / 23.097971°N 121.175514°E